# 嘉福邨

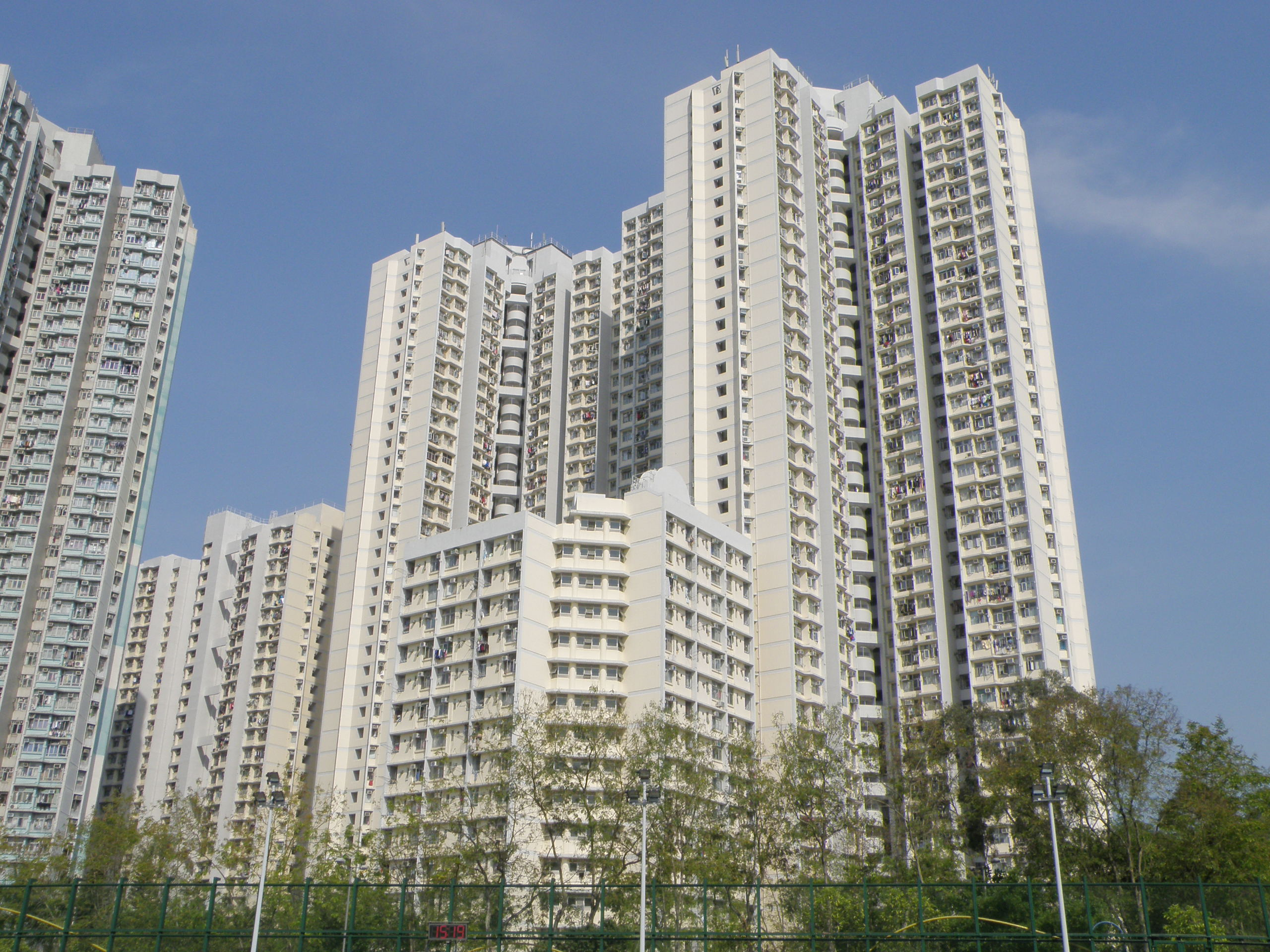
嘉福邨外觀

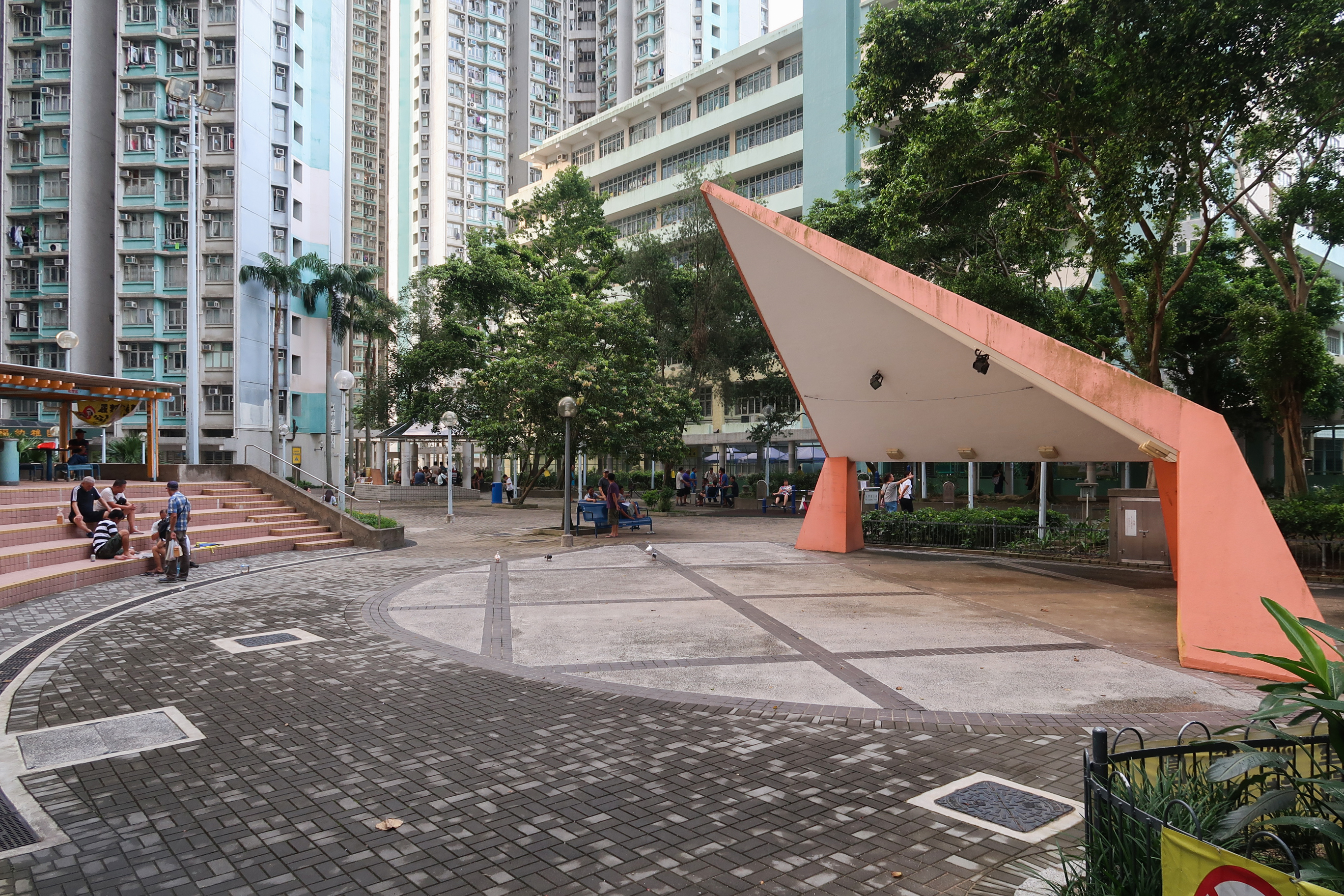
嘉福邨露天劇場

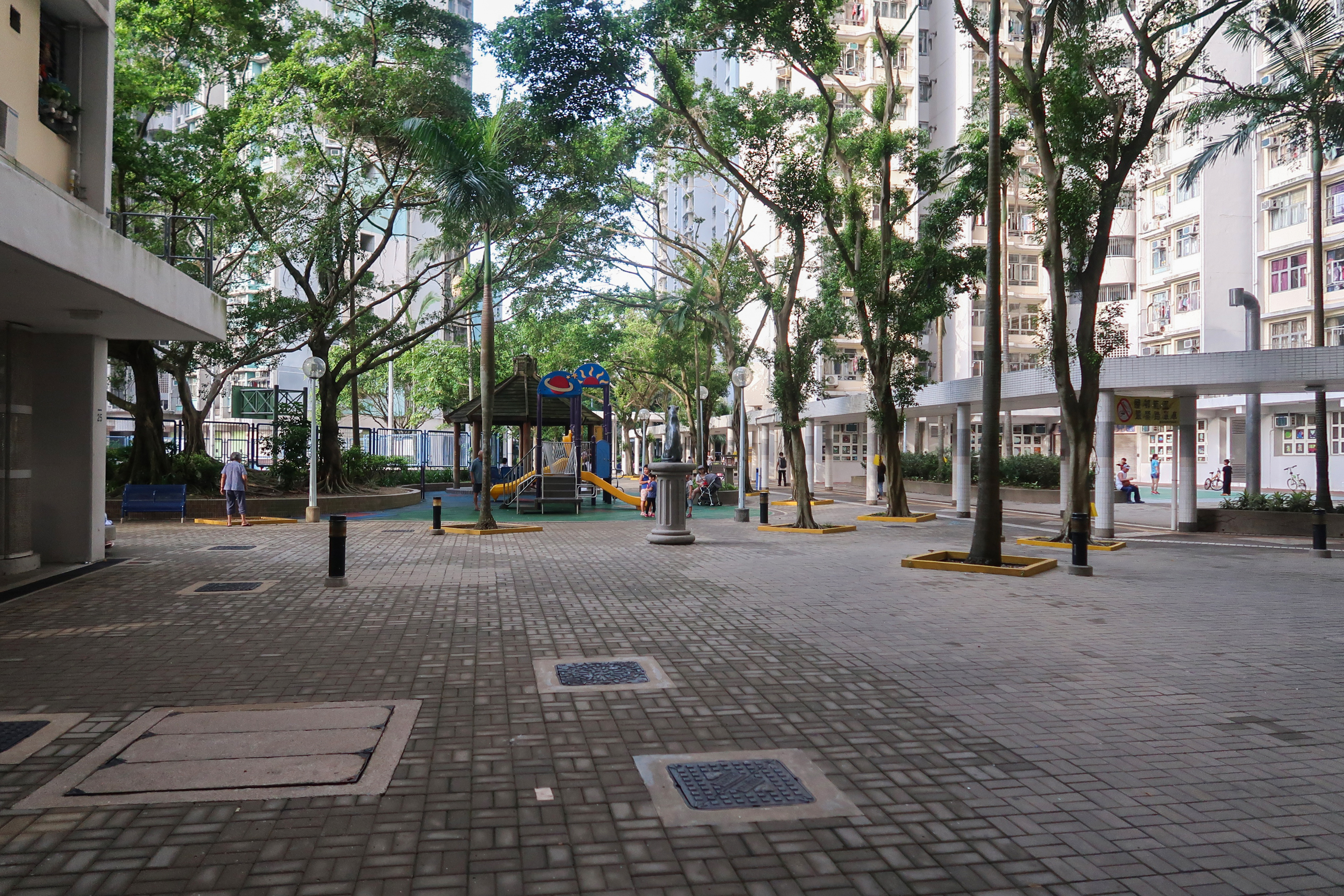
嘉福邨休憩空間

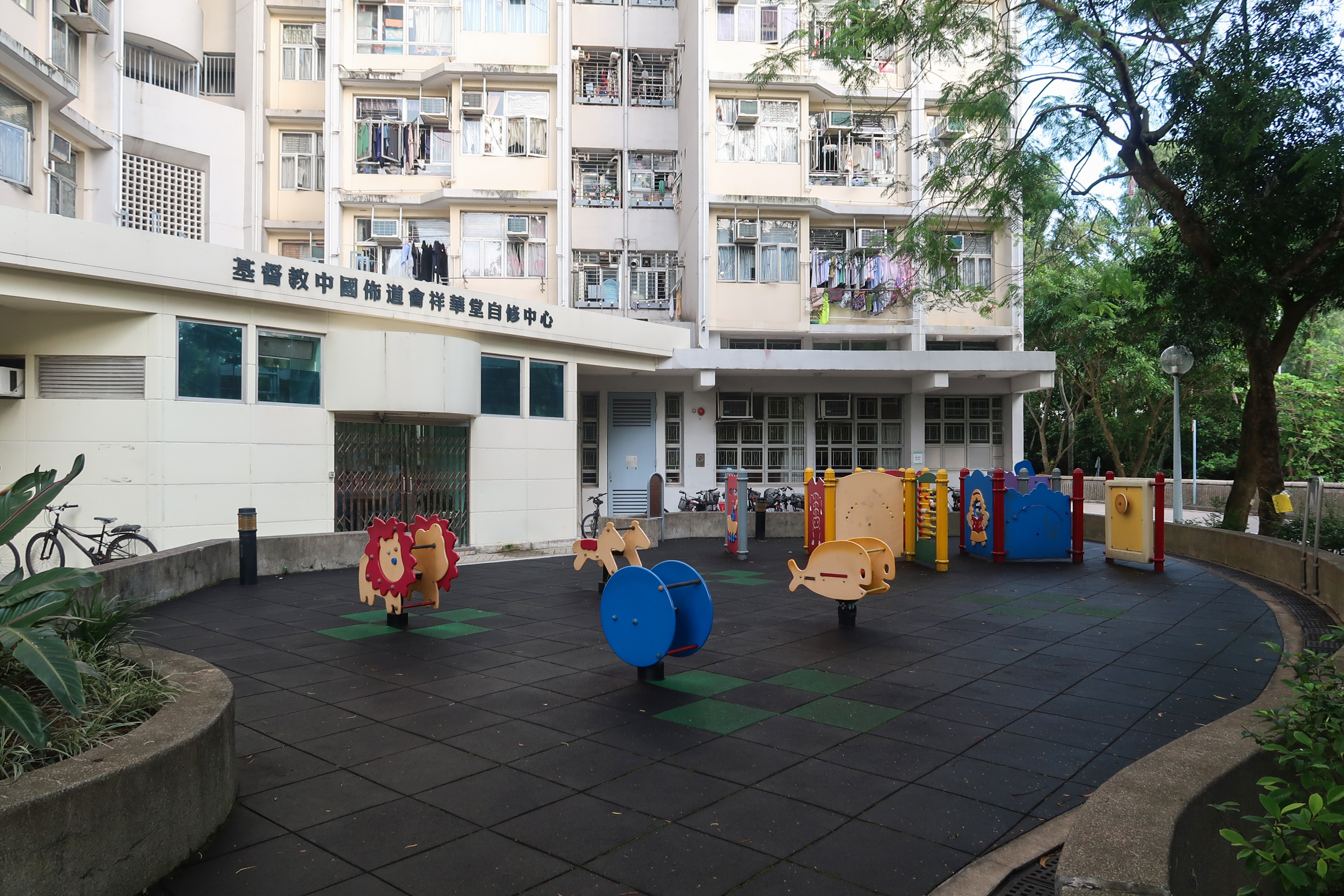
嘉福邨兒童遊樂場及單車停泊處

嘉福邨（英語：Ka Fuk Estate）是香港的一個公共屋邨，位於新界北區粉嶺的西南部，與旁邊的居者有其屋屋苑嘉盛苑屬同一公營房屋發展項目。屋苑共3座樓宇，於1995年入伙，住戶數目現為1900戶。物業現由卓安物業顧問有限公司負責屋邨管理。

## 歷史
嘉福邨與旁邊嘉盛苑用地前身均為粉嶺『百福村』一部分，當時位處粉嶺丈量約份第51約（D.D. 51）的若干地段，位置約為現時粉嶺公路／東鐵綫路軌西南、蔚翠花園東南方、並由百和路包圍住的一片區域。該處最早可追溯至1905年公佈的集體官契，當時記載此處已有人居住，周邊大多為農地。
1977年，政府宣布開發粉嶺／上水新市鎮，而區內首個公共屋邨彩園邨於1982年入伙後，港府隨即於同年收回上水彩園邨至粉嶺和合石位於九廣鐵路路軌旁的土地以供興建粉嶺支路（即現時的粉嶺公路）及連接新界環迴公路，當中受影響而需少量清拆的包括百福村、上水吳屋村、粉嶺雞嶺村等。
百福村之後再獲規劃為『粉嶺／上水第39A區』，其中約三分二面積獲規劃用作興建公營房屋並由政府進行收地，其餘用作低密度私人住宅發展。
1990年，政府開始進行百福村內公營房屋地段的收地及清拆工程，並於1993年動工及接受申請，而相關公共屋邨及居屋地段亦分別命名為『嘉福邨』及『嘉盛苑』，並於1995年正式入伙。

## 屋邨資料

### 樓宇
| 樓宇名稱         | 樓宇類型                                  | 入伙年份 | 層數 | 每層伙數                                   | 每座單位總數（伙） | 建築師       | 承建商   | 提供升降機的廠商 |
| ---------------- | ----------------------------------------- | -------- | ---- | ------------------------------------------ | ------------------ | ------------ | -------- | ---------------- |
| 福樂樓（英語：Fuk Lok House） | 和諧一型第二款 （第一代）                 | 1995年   | 38   | 18                                         | 683                | 房屋署建築師 | 瑞安建業 | 通力             |
| 福安樓（英語：Fuk On House） | 和諧一型第一款 連和諧附翼第一型（第一代） | 1995年   | 38   | 18（主樓，21至38樓） 28（連附翼，1至20樓） | 1243               | 房屋署建築師 | 瑞安建業 | 通力             |
| 福泰樓（英語：Fuk Tai House） | 和諧三型第一款 （第一代）                 | 1995年   | 26   | 18（3至26樓） 4（1至2樓）                  | 440                | 房屋署建築師 | 瑞安建業 | 通力             |

### 設施
屋邨設施包括一兩層商場、多層停車場、露天劇場、羽毛球場、兒童遊樂場、健體區等。

### 商場
嘉福商場樓高2層，總樓面約59,053平方呎，以街舖為主。領展在2015年10月以逾5.88億元出售商場，買家為小巴大王馬亞木等相關人士。
現時主要租戶包括萬寧、OK便利店、日本城、百佳超級市場、759阿信屋、百分百餐廳、大班麵包西餅、藥行、圓玄學院粉嶺社會服務中心、富璟護老院、士多、診所和教育中心等。

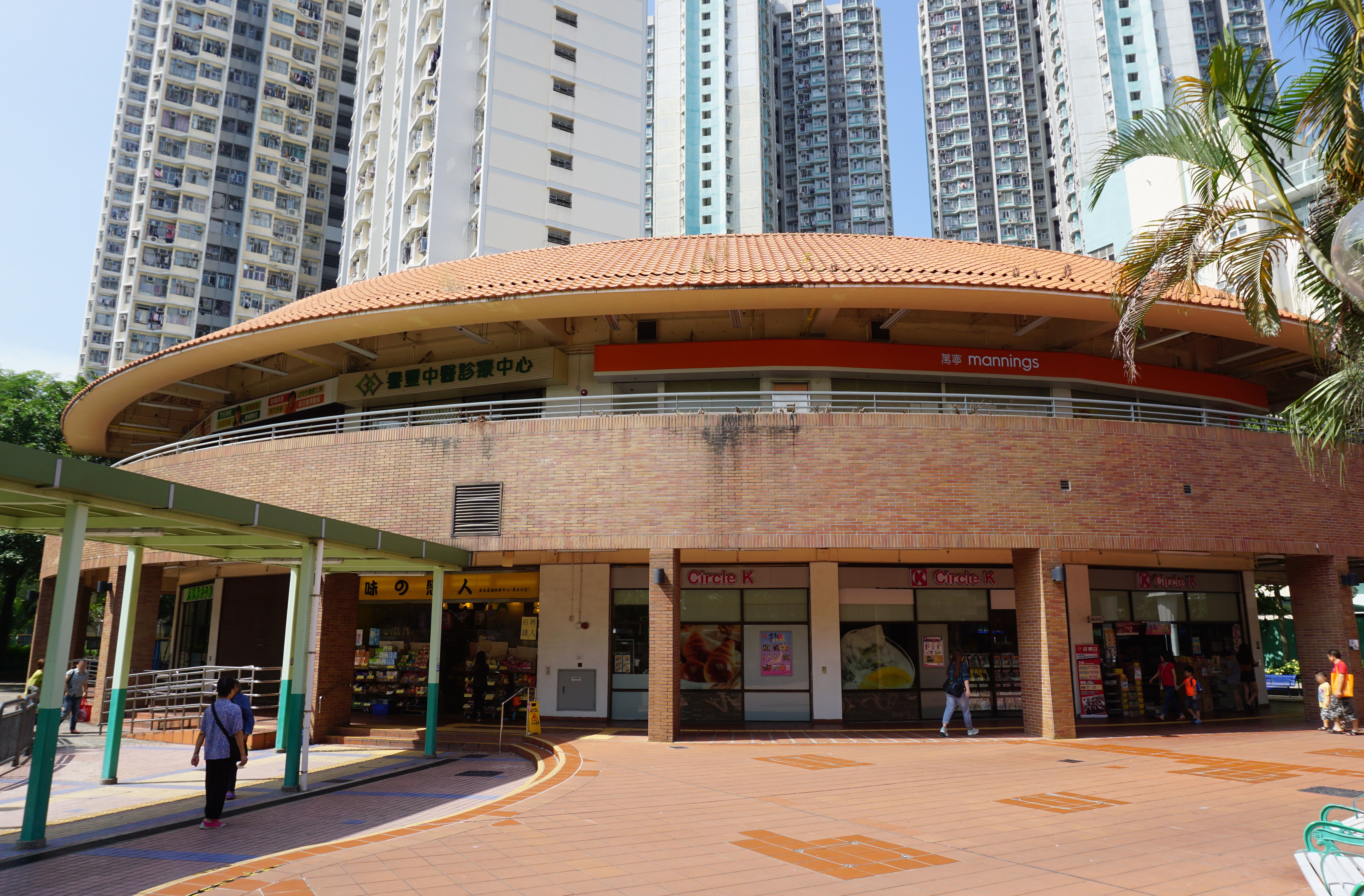
嘉福商場外貌
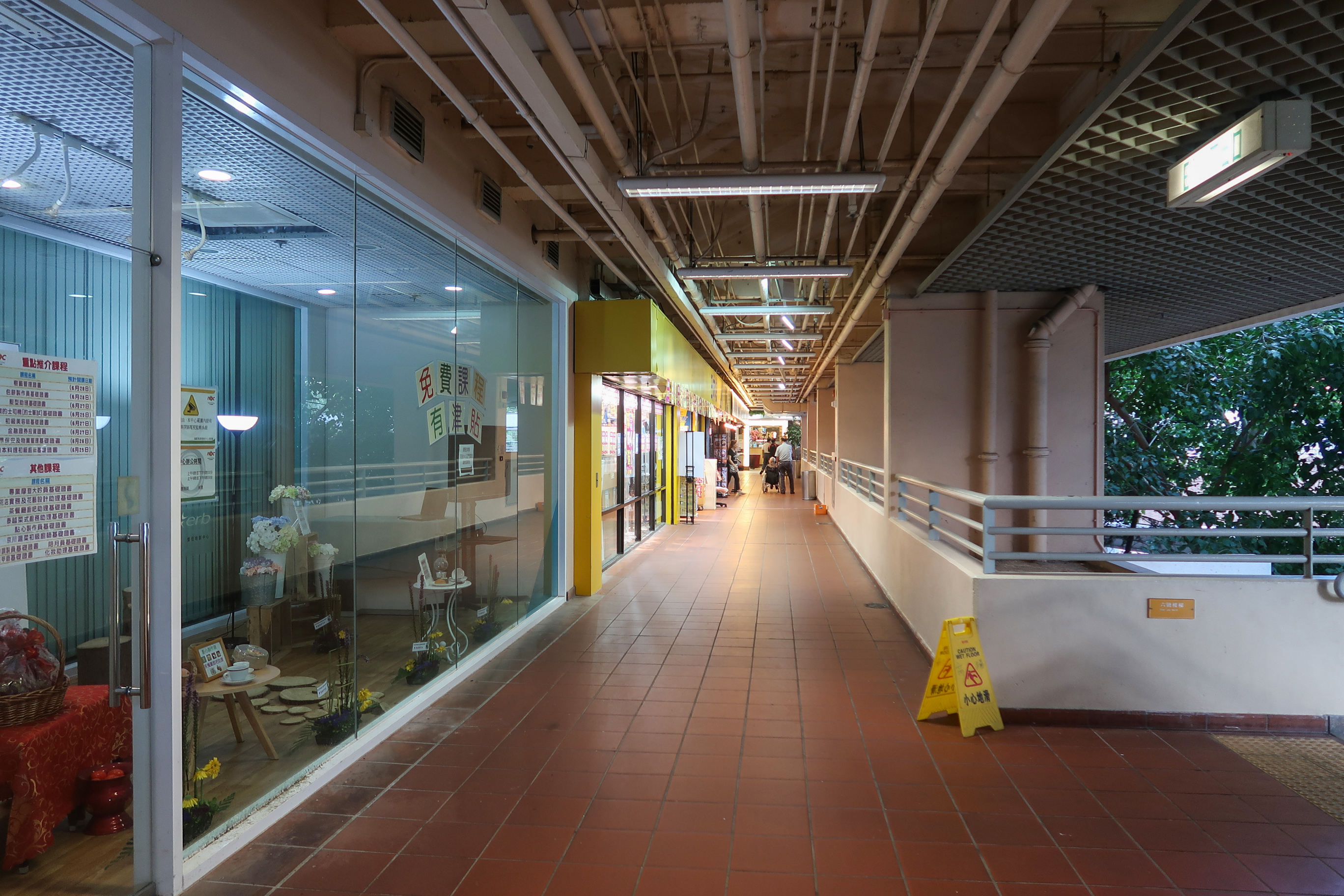
嘉福商場1樓商店
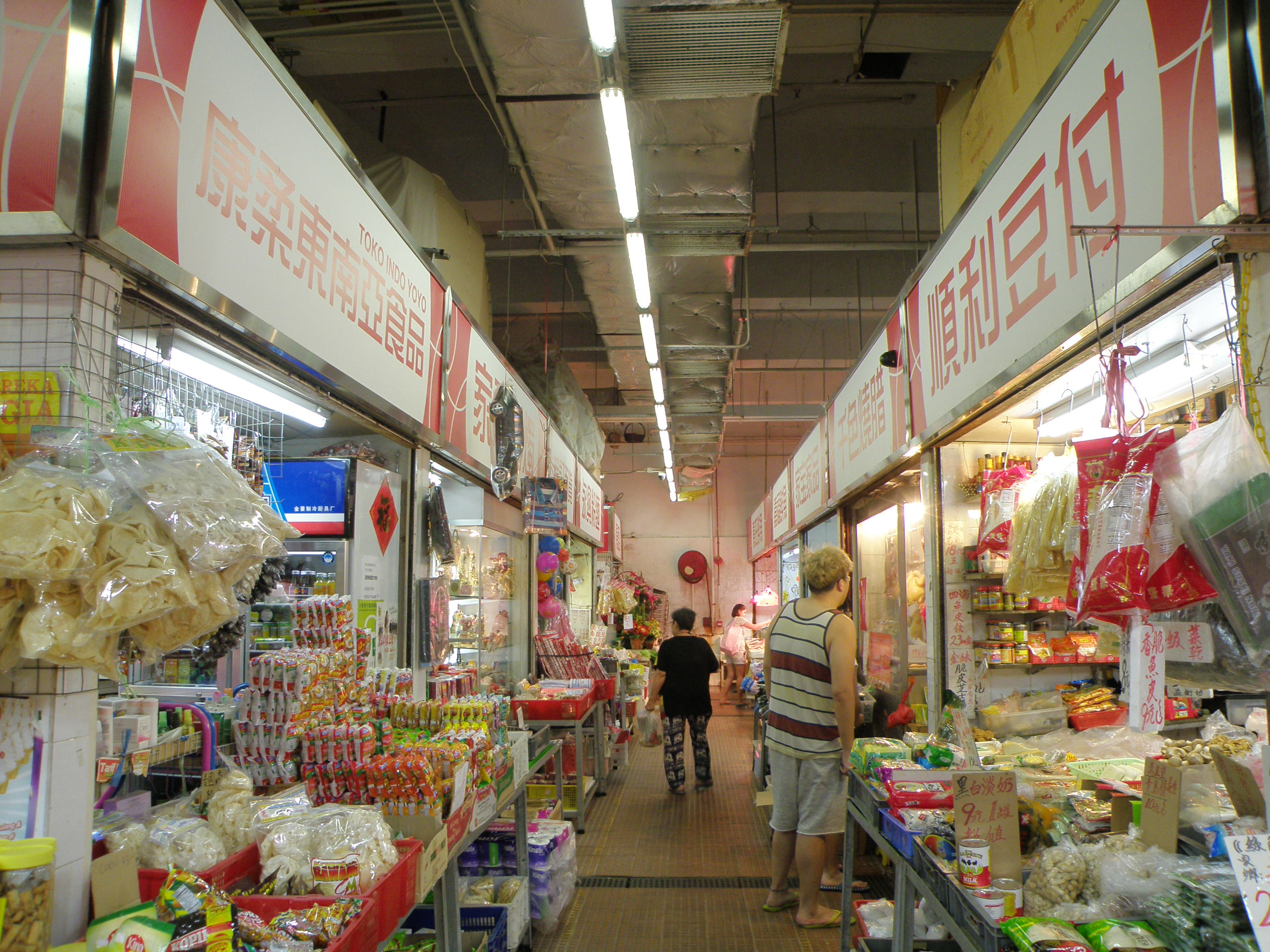
嘉福街市
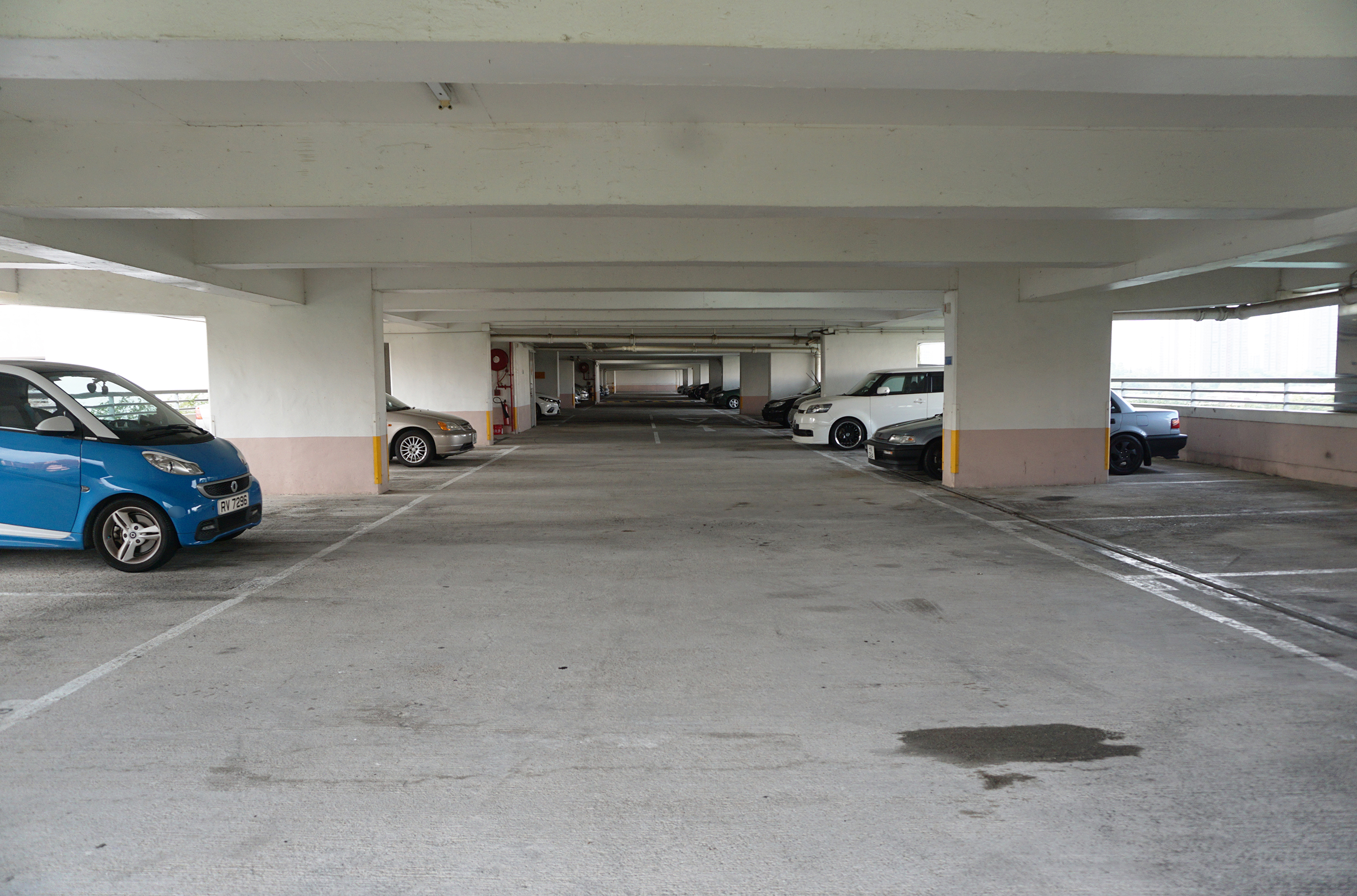
停車場
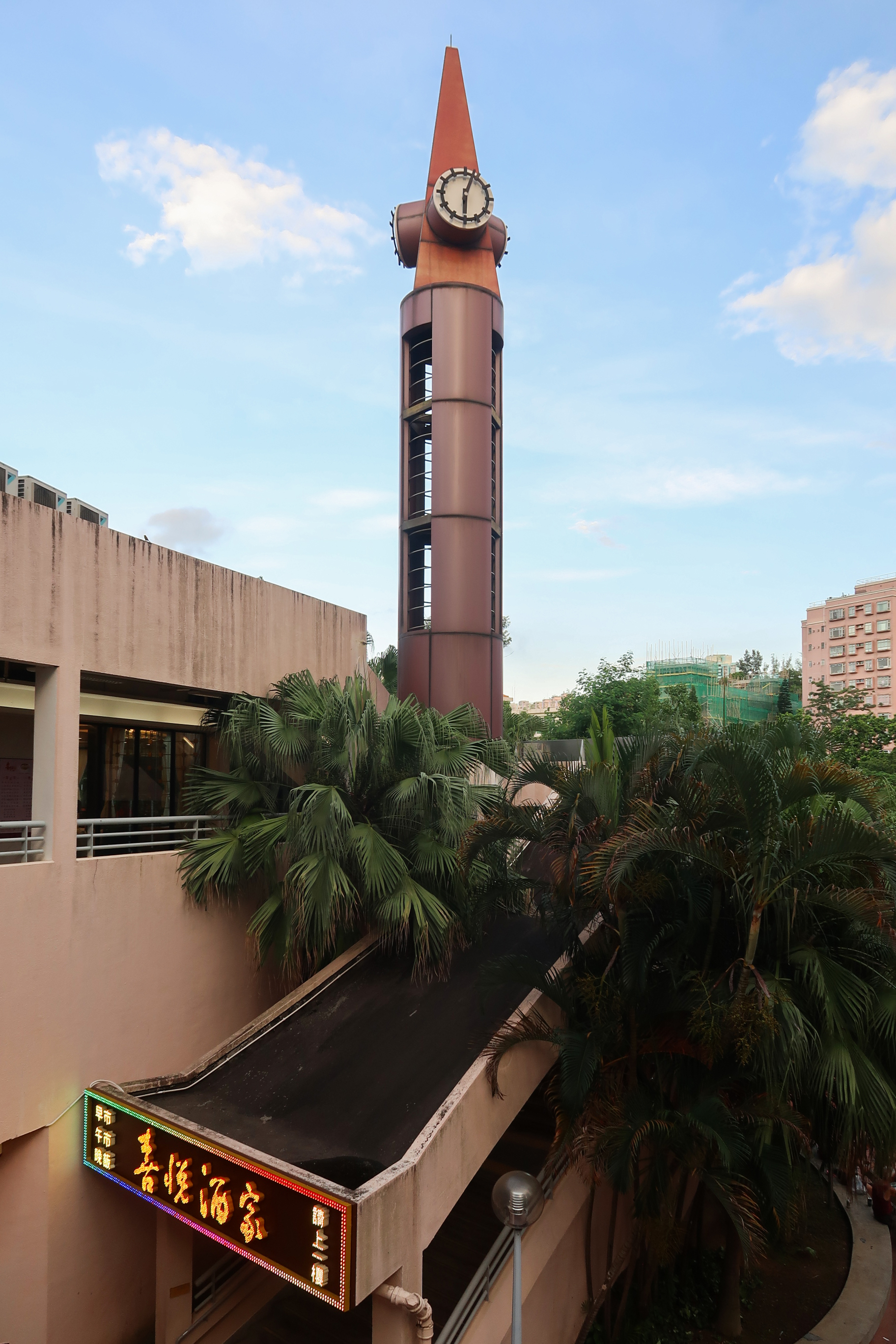
嘉福商場鐘樓

## 圖片集

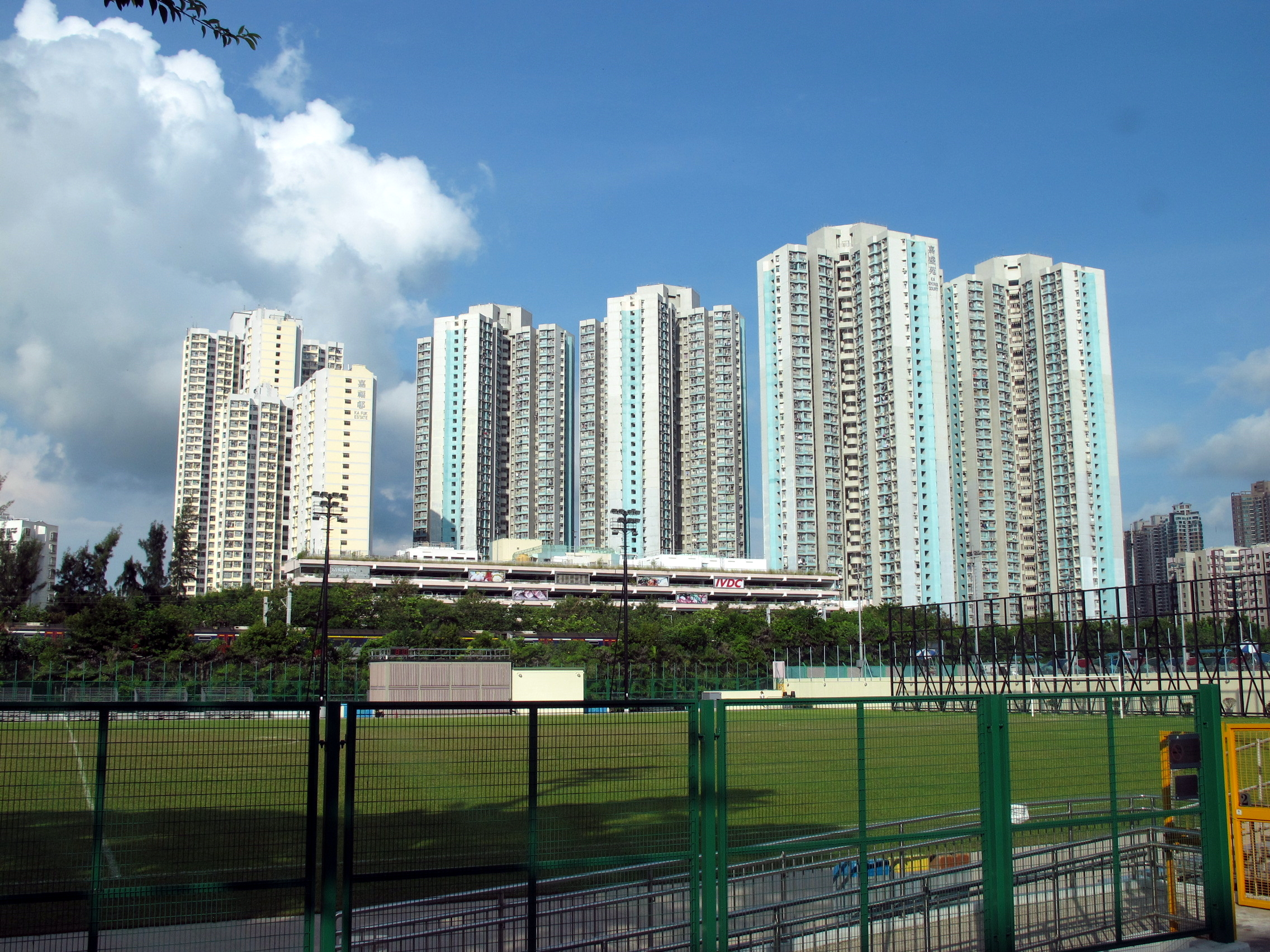
嘉福邨（左）及嘉盛苑（右）
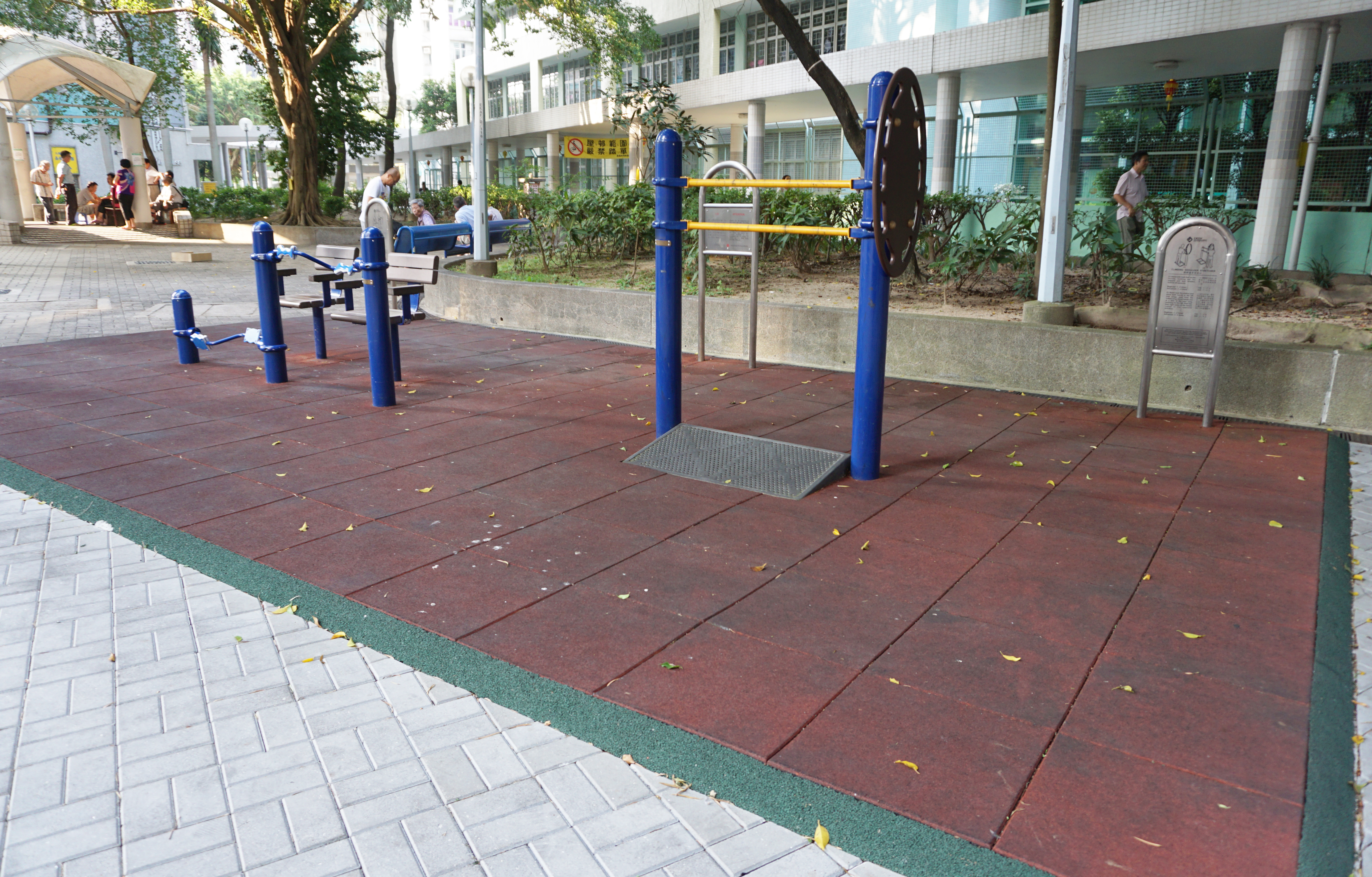
嘉福邨健體區
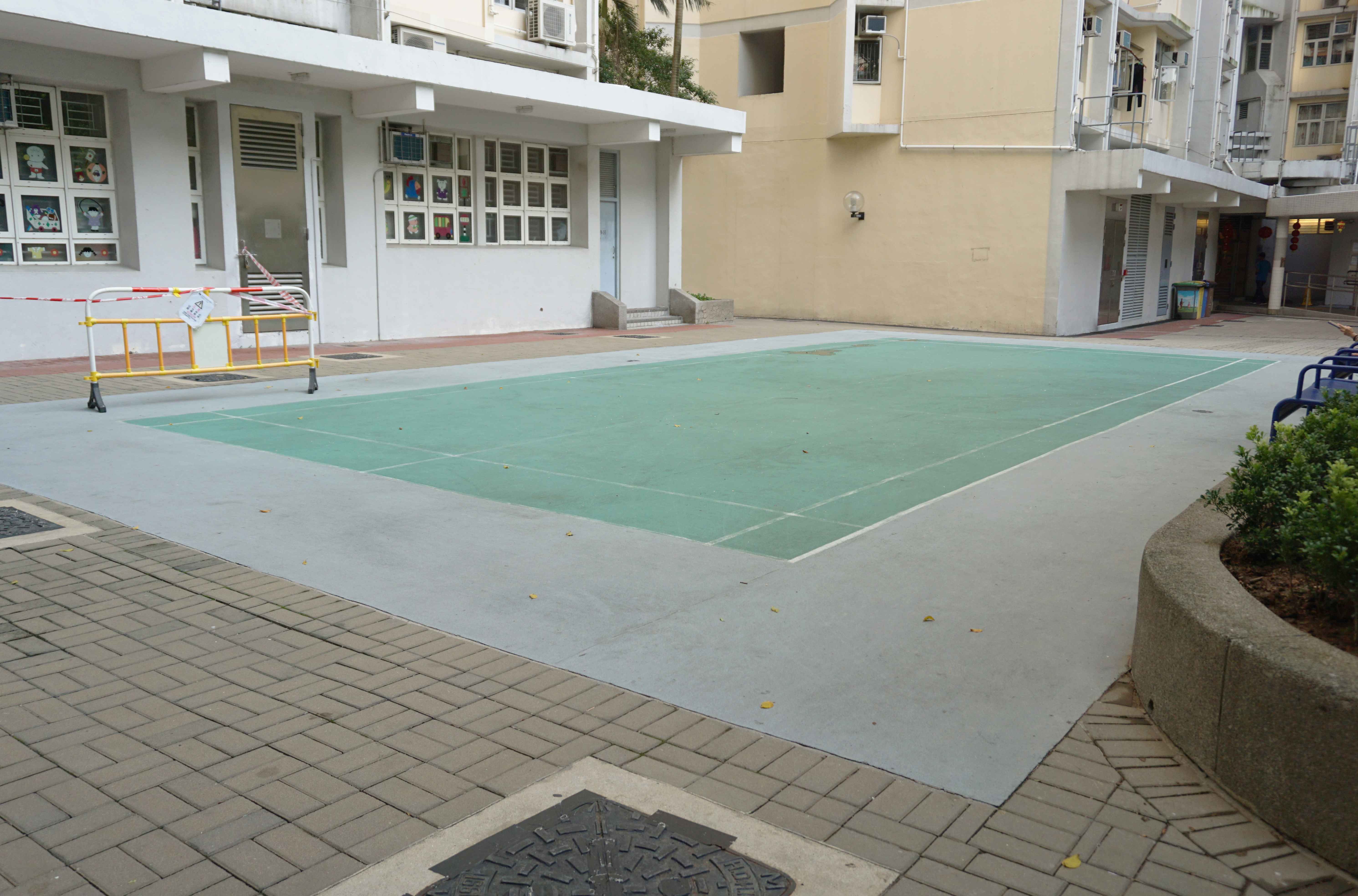
嘉福邨羽毛球場
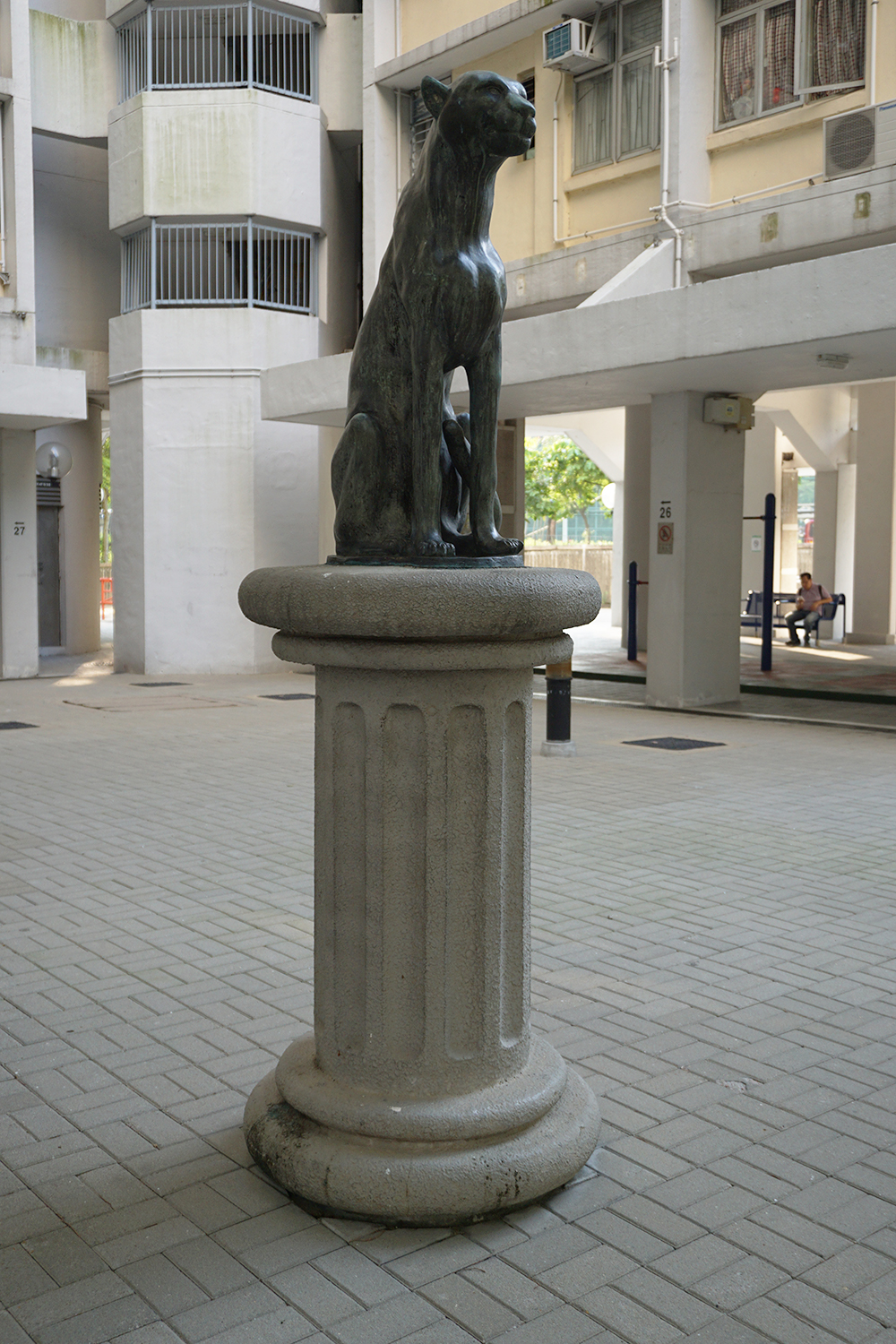
福安樓對出的雕塑估計與政府徵地有關，但背後原因眾說紛紜

## 教育及福利設施

### 幼稚園
- 嘉福浸信會幼兒園（1996年創辦）（位於嘉福邨福樂樓地下）

### 小學
- 聖公會嘉福榮真小學

### 綜合青少年服務中心
- 香港小童群益會賽馬會粉嶺青少年綜合服務中心（页面存档备份，存于）（位於嘉福邨福泰樓地下）

## 軼聞

### 來歷不明的青銅豹像
屋邨入伙後，福安樓對出有一個不知名的青銅豹像。有邨內老街坊相傳是同當年發生的水井奪命意外有關，希望可以鎮壓亡靈。中國歷史教育學會創辦人梁炳華表示，該青銅豹像原位於邨內附近的私人土地來興建學校，政府向地主建議將銅豹像擺設在原址作紀念或補償。至於粉嶺區區議員溫和達則認為豹像的存在是源自屋邨設計師理念。

## 事件

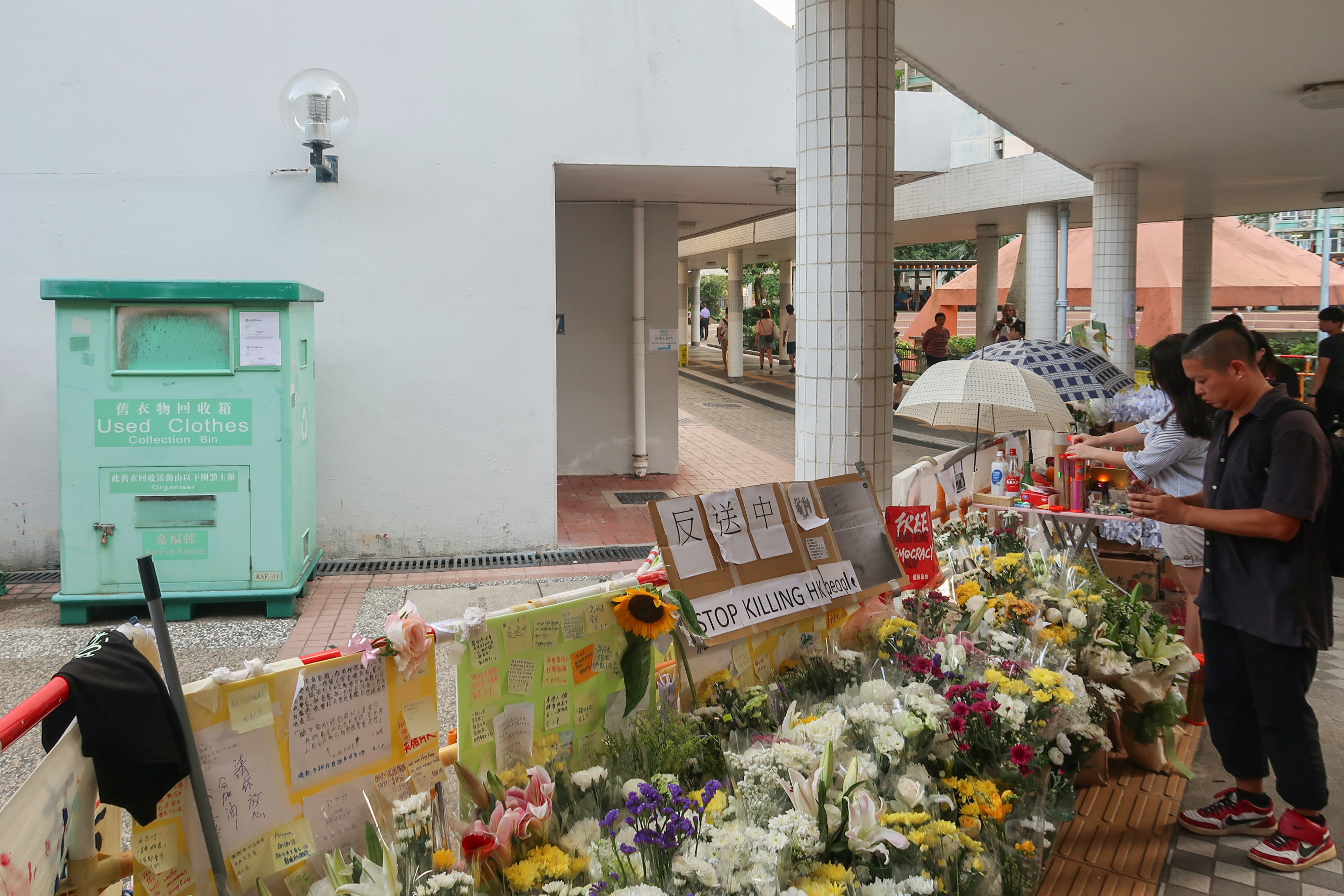
2019年6月29日，21歲女生留下「反送中」字句後在福泰樓墮樓身亡，有市民及街坊到現場悼念

### 留下「反送中」字句後墮樓亡
2019年6月29日下午近4時，一名就讀香港教育大學創意藝術與文化（音樂）系的21歲女子盧曉欣，在福泰樓的高處墮下，救援人員到場後證實她傷重不治。她在墮樓前，在24樓的後梯間的牆壁上用紅筆上寫有「反送中」及近100字的文章，然後將相片上載至instagram。
而墮樓現場有市民及街坊到場獻花、寫下不同的心意字句、上香和放白紙鶴悼念，部分人情緒激動。

## 外部連結
- 房屋署嘉福邨資料（页面存档备份，存于）
- 房屋署嘉盛苑資料（页面存档备份，存于）